# جمعية بناء

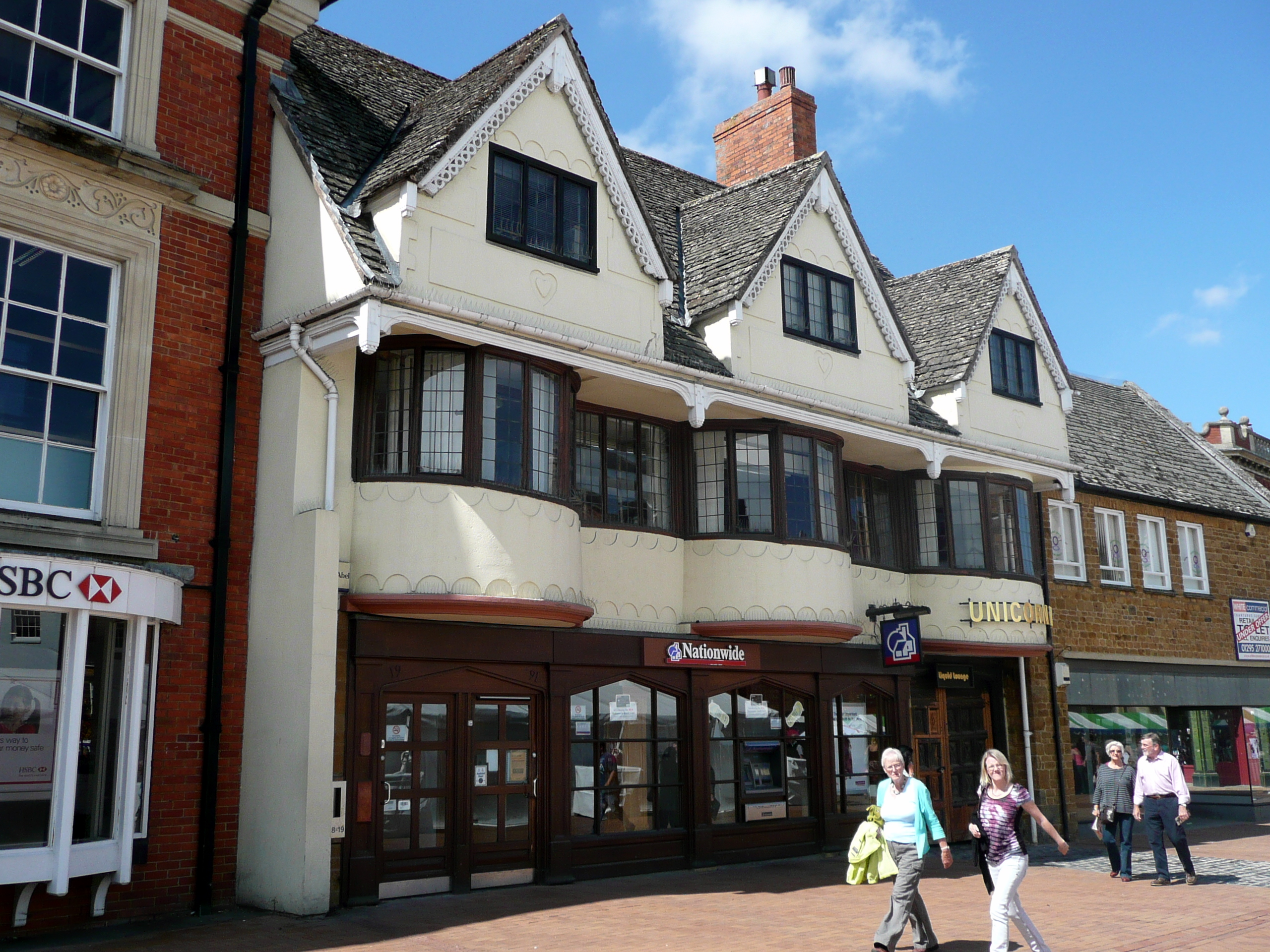

جمعية البناء هي مؤسسة مالية مملوكة من قِبل أعضائها باعتبارها منظمة مشتركة. توفر جمعيات البناء الخدمات المصرفية والخدمات المالية المتعلقة بها، بشكل خاص، قروض الادخار والرهون العقارية. تتواجد جمعيات البناء في المملكة المتحدة وأستراليا، وتوجد في إيرلندا والعديد من بلدان الكومنولث (الرابطة البريطانية). تشبه جمعيات البناء الاتحاد الائتماني في تنظيمها، برغم أن القليل منهم يطبقون السندات المشتركة. بكل الاحوال، بدلاً من التشجيع على التقتير (التوفير) وتقديم قروض عمل غير مضمونة، الهدف من جمعية البناء هو تقديم رهون عقارية منزلية للأعضاء. المقترضون والوادعون هم أعضاء الجمعية، إذ يضبطون السياسة ويعينون أعضاء مجلس الإدارة على أساس «عضو واحد، صوت واحد». قد تقدم جمعيات البناء خدمات التجزئة المصرفية (الخدمات المصرفية للأفراد)، مثل الحسابات الجارية، والبطاقات الائتمانية، والقروض الشخصية. ظهر مصطلح «جمعية البناء» أول مرة في القرن التاسع عشر في بريطانيا العظمى من مجموعات الادخار التعاونية.
تتنافس جمعيات البناء في المملكة المتحدة بهمّة مع البنوك لتقديم الخدمات المصرفية الأفضل للمستهلك، بالأخص قروض الرهون العقارية، وحسابات الادخار، وضوابط ترخص بتمويل ما يزيد عن نصف قروضها بالدَين لغير الأعضاء، مما يسمح للجمعيات بالوصول إلى كامل السندات وأسواق المال لتمويل الرهون العقارية. أكبر جمعية بناء في العالم هي نايشنوايد البريطانية. علاوة على ذلك، تتنافس جمعيات البناء في أستراليا أيضاً مع بنوك التجزئة وتقدم مجموعة كاملة من الخدمات المصرفية للمستهلكين.

## التاريخ في المملكة المتحدة

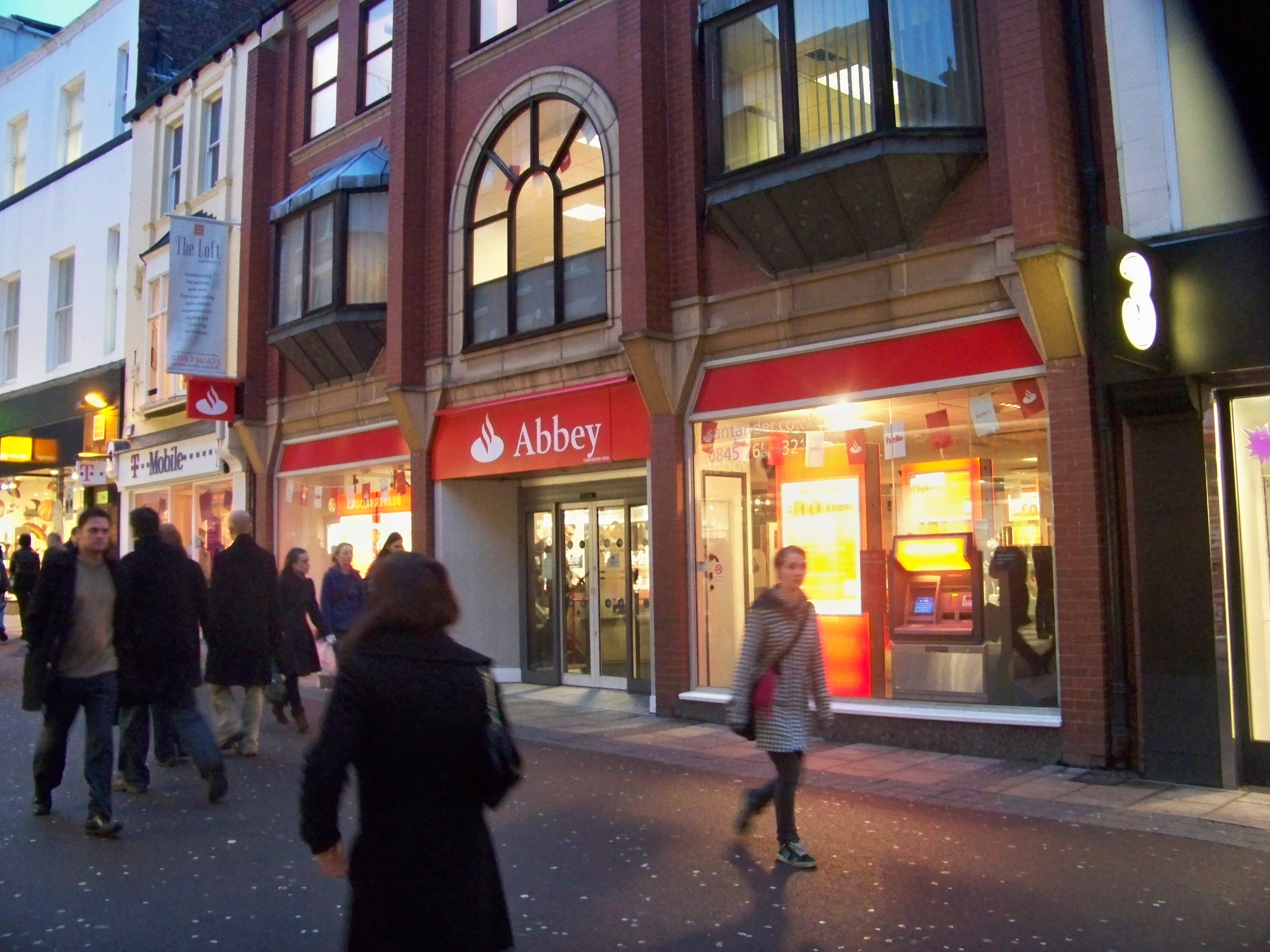
بنك أبي ناشونال أول شركة تتحول من ملكية مشتركة بين أعضائها إلى ملكية عامة في يوليو 1989.

بدأت جمعية البناء كمؤسسة في أواخر القرن الثامن عشر في برمنغهام، وهي بلدة كانت تشهد توسعاً اقتصادياً سريعاً مدفوعاً بمجموعة كبيرة من شركات تصنيع المعادن الصغيرة، والتي استثمر العديد من مالكيها ذوي المهارات العالية والنجاح المبهر في مجال العقارات. اتخذت العديد من جمعيات البناء الأولى مقراً لها في الحانات والمقاهي، التي أصبحت مركزاً لشبكات النوادي والجمعيات من أجل التعاون وتبادل الأفكار بين العديد من مواطني برمنغهام كجزء من حركة عُرفت باسم «تنوير ميدلاندز». أولى جمعيات التي البناء التي تأسست كانت جمعية كيتلي التي أنشأها ريتشارد كيتلي، مالك الأراضي من نزل «غولدن غروس» عام 1775. دفع الأعضاء في جمعية كيتلي رسوم اشتراك شهرية إلى المجمع النقدي المركزي، والذي اُستخدم في تمويل بناء المنازل للأعضاء، والتي بدورها كانت بمثابة ضمان لجذب المزيد من التمويل للجمعية، مما يتيح المزيد من البناء. أُنشئت ثلاث جمعيات بناء إضافية بحلول عام 1781 في برمنغهام، مع واحدة رابعة في بلدة دولدي القريبة، وتشكلت 19 جمعية أخرى في برمنغهام بين عامي 1782 و1795.
كانت معظم الجمعيات الأصلية تنتهي بشكل كامل، إذ تُحلّ الجمعية حين يحصل كل الأفراد على منزل. طرأ تطور جديد في الثلاثينيات والأربعينيات من القرن التاسع عشر، إذ ظهرت جمعيات بناء دائمة، إذ تستمر الجمعية على أساس متواصل، ويُضم أعضاء جدد بشكل مستمر حين ينهي القدماء شرائهم للمنزل، مثل جمعية ليك يونايتد. إطار العمل التشريعي الرئيس لجمعية البناء كان «مرسوم جمعيات البناء عام 1874»، مع تشريعات تعديلية لاحقة أعوام 1894، و1939، و1960.

### ثمانينيات وتسعينيات القرن العشرين
في ثمانينيات القرن العشرين سمحت التغييرات في القوانين المصرفية البريطانية لجمعيات البناء بتوفير خدمات مصرفية مكافئة للبنوك العادية. بقيت إدارات بعض جمعيات البناء تشعر أنها غير قادرة على التنافس مع البنوك، وصدر قانون جمعيات البناء الجديد في عام 1986 للرد على مخاوفهم. سمح هذا القانون للجمعيات «أن تغير نوعها». إذا صوًت أكثر من 75% من أعضاء الجمعية على القرار، تصبح جمعية البناء حينها شركة محدودة مثل غيرها. يتم تبادل الحقوق المشتركة للأعضاء للحصول على أسهم في الشركة الجديدة. وضعت الكثير من جمعيات البناء الكبرى هذه الاقتراحات لأعضائها، وكان الجميع يوافقون. أُدرج اسم بعضها في سوق لندن للأوراق المالية، في حين ذهبت أخرى لتصبح من نصيب شركات مالية أكبر.

### من عام 2000 وحتى الوقت الحالي
صدر قانون جمعيات البناء (التمويل) والجمعيات المتبادلة (التحويلات) لعام 2007، والمعروف باسم قانون بوترفيل، والذي أعطى جمعيات البناء صلاحية أكبر للاندماج في الشركات الأخرى. اُستخدمت هذه الصلاحيات من قِبل جمعية بريتانيا عام 2009 وجمعية كينيت ريلانس عام 2011، الأمر الذي قادهم إلى تغيير نوعهم.
قبل 21 ديسمبر 2010، كانت الودائع لدى جمعيات البناء التي تزيد على 50.000 جنيه إسترليني لكل فرد، ولكل مؤسسة، محمية بشكل طبيعي من خلال خطة تعويض الخدمات المالية (إف إس سي إس)، لكن جمعيات نيشنوايد ويوركشرن تفاوضتا على تغيير مؤقت لشروط خطة (إف إس سي إس) لحماية أعضاء الجمعيات الذين انضموا إليها في أواخر عام 2008، وأوائل عام 2009.
سمحت الشروط المعدلة للأعضاء السابقين في الجمعيات المشتركة، والتي تندمج في جمعية واحدة، بالحفاظ على استحقاقات متعددة من شروط حماية (إف إس سي إس) حتى 30 سبتمبر 2009 (مُددت لاحقاً إلى 30 ديسمبر 2010)، لذا، على سبيل المثال، كل عضو يملك 50.000 جنيه إسترليني في كل من جمعيات نيشنوايد، وتشيزر، وديربيشر في وقت الاندماجات الخصوصية، سيحتفظ بـ 150.000 جنيه إسترليني من حماية (إف إس سي إس) نتيجة لتمويله في جمعية نيشنوايد المتحدة.
في 31 ديسمبر 2010، ازداد الحد العام لـ (إف إس سي إس) للودائع الجزئية إلى 85.000 جنيه إسترليني للبنوك وجمعيات البناء وانتهت الترتيبات الانتقالية فيما يتعلق باندماج جمعيات البناء.

## خارج المملكة المتحدة

### جمعيات البناء في أستراليا
تطورت جمعيات البناء في أستراليا بطرق توازي الطرق البريطانية، بعد نهاية الحرب العالمية الأولى، أُعيد إحياء نموذج الودائع المنتهية (أحد أشكال الادخار والقروض) لتمويل حاجة الجنود العائدون إلى منازل جديدة. بُنيت مئات البيوت برأس مال حكومي أولي، إذ أُعيد رأس المال إلى الحكومة واحتفظت جمعيات الودائع المنتهية بالفائدة المتراكمة. حين تُقترض جميع التمويلات الأولية، يمكن لكل جمعية ودائع منتهية منتهية تقديم طلب للحصول على المزيد من رأس المال الاولي إلى الحد الذي بإمكانهم فيه إعادة إقراض أموالهم الخاصة، وبالتالي يصبحون جمعية دائمة. كانت القروض المنتهية لا تزال متاحة، وتُستخدم داخل الشركات الدائمة من قِبل الموظفين حتى الثمانينيات لأن وجودها لم يكن معروفاً على نطاق واسع بعد بداية الستينيات. نظراً للقوانين الصارمة المفروضة على البنوك، ازدهرت جمعيات البناء حتى أُلغيت القيود عن النشاط المالي الأسترالي في الثمانينيات. في النهاية، اختفت العديد من جمعيات البناء الصغيرة، في حين وصلت الكبرى (مثل سانت جورج) رسمياً إلى مرتبة البنوك. شملت التعديلات الأخيرة بنك هيرتاج الذي تحول من جمعية بناء إلى بنك عام 2011، وهيوم عام 2014، في حين أصبحت جمعية وايد باي بنك آوسوايد، وحذوت جمعية آي إم بي حذوها عام 2015، وأصبحت جمعية غريتر بنك غريتر عام 2016. لم يعد هناك حاجة لتغيير نوع جمعيات البناء حين تتحول إلى بنك. الاختلاف الجوهري بين جمعيات العمل في أستراليا وجمعيات العمل في أي مكان آخر، هو أنها في أستراليا تتطلب الاندماج مثل الشركات المحدودة.
جمعيات البناء الحالية هي:
- باس آند إيكواتيبك
- بيغ سكاي
- ميتلاند ميجوال
- نيوكاستل بريمننت

### إيرلندا
تملك جمهورية إيرلندا حوالي 40 جمعية بناء في ذروة منتصف القرن العشرين، والعديد منهم كانوا صغاراً ولم يقدروا على منافسة البنوك الإيرلندية حين بدأت بتنظيم الرهون العقارية السكنية. معظم الجمعيات اندمجت، أو انحلت، أو في حالة جمعية «فيرست آكتف بيه إل سي» تحولت إلى بنوك تقليدية. الجمعيات الأخرى مثل جمعية إي بي إس وجمعية آيريش نيشنوايد، فقد تغير نوعها ونُقلت أو ضُمت إلى فروع بنك عام 2011 بعد آثار الأزمة المالية الإيرلندية.
«ليدز بيلدنغ سوسايتي إيرلاند» هو فرع إيرلندي لجمعية البناء مقره في المملكة المتحدة.

### جاميكا
هناك ثلاث جمعيات بناء تتنافس مع البنوك التجارية والاتحاد الائتماني في جاميكا لتقديم الخدمات المالية الأفضل للمستهلك، هي:
- جاميكا ناشيونال
- فيكتوريا ميجوال
- سكوتيا جاميكا

### زيمبابوي
تعد جمعية سنترال آفريكا (سي إيه بي إس) هي جمعية البناء الرائدة في زيمبابوي، إذ تقدم مجموعة متعددة من الخدمات والمنتجات المالية، تتضمن الصفقات التجارية وحسابات الادخار، والخدمات المصرفية عن طريق الهاتف، وقروض الرهون العقارية، واستثمارات سوق المال، والودائع المشروطة المجدولة.